# 왕과 나 (1956년 영화)
《왕과 나》는 20세기 폭스가 1956년에 만든 뮤지컬 영화이다. 감독은 월터 랭이다. 리처드 로저스와 오스카 해머스타인 2세의 동명 뮤지컬 《왕과 나》(The King and I)를 영화화 한 것이고, 뮤지컬은 마거릿 랜던의 소설 《애나와 시암의 왕》을 바탕으로 했다.
란든의 책은 1860년대 초 시암의 국왕 라마 4세(몽꿋 국왕)의 아이들 가정교사였던 애나 리어노언스의 자전적 이야기 《시암 궁전의 여자 영어 가정교사》을 소재로 한 것인데, 객관성 측면에선 논란이 되고 있다. 실제로 태국에서는 역사적인 부정확성 등을 이유로 이 책의 출간 및 뮤지컬, 영화 상영 등이 금지되어 있다.

## 출연
- 데버러 카 - 애나 리어노언스
- 율 브리너 - 몽꿋 왕
- 리타 모레노 - 뚭띰

## 수상

### 아카데미상
- 수상
  - 남우주연상: 율 브리너
  - 미술상: 존 드퀴어, 라일 R. 휠러, 월터 M. 스콧, 폴 S. 폭스
  - 의상상
  - 음악상
  - 녹음상
- 후보
  - 작품상, 감독상, 여우주연상, 촬영상

### 골든 글로브상
2개 부분을 수상하였다.

## 같이 보기
- 몽꿋 왕
- 율 브리너